# Zygonyx geminunca
Zygonyx geminunca là loài chuồn chuồn trong họ Libellulidae. Loài này được Legrand miêu tả khoa học đầu tiên năm 1997.